# 라모 공식
라모 공식(Larmor公式, Larmor formula)은 가속하는 대전된 입자가 전자기파로 복사하는 에너지의 일률에 대한 공식이다.

## 역사
비상대론적인 속도에서의 라모 공식은 아일랜드의 수학자 조지프 라모어가 1897년에 유도하였다. 상대론적인 속도에서의 라모 공식은 프랑스의 알프레드마리 리에나르(Alfred-Marie Liénard)가 리에나르-비헤르트 퍼텐셜을 써서 1898년에 유도하였다.

## 정의
전하 {\displaystyle q}를 가진 입자가 빛의 속도에 비해 매우 느린 속도 {\displaystyle \Vert \mathbf {v} \Vert \ll c}로 움직인다고 하자. 이 입자가 가속도 {\displaystyle \mathbf {a} }로 속도를 바꾸면, 입자는 제동 복사에 의하여 전자기파(광자)를 배출하며, 이로 인하여 에너지를 잃는다. 그렇다면 복사되는 에너지의 일률 {\displaystyle P}는 국제단위계로 다음과 같다.
{\displaystyle P={\frac {q^{2}a^{2}}{6\pi \epsilon _{0}c^{3}}}}.
여기서 {\displaystyle \epsilon _{0}}은 진공의 유전율이다. CGS 단위계로는 ({\displaystyle 4\pi \epsilon _{0}}을 1로 놓으므로) 다음과 같다.
{\displaystyle P={\frac {2q^{2}a^{2}}{3c^{3}}}}.
위 공식은 빛의 속도에 비해 매우 느린 속도에서만 유효하다. 만약 속도가 빛의 속도에 비해 무시할 수 없을 정도로 크다면, 다음과 같은 공식을 사용한다.
{\displaystyle P={\frac {q^{2}\gamma ^{6}}{6\pi \epsilon _{0}c^{3}}}(a^{2}-\lVert \mathbf {v} \times \mathbf {a} \rVert ^{2}/c^{2})}.
여기서 {\displaystyle \gamma =1/{\sqrt {1-v^{2}/c^{2}}}}는 로런츠 인자다.
사차원 벡터로 쓰면 다음과 같다.
{\displaystyle P={\frac {q^{2}}{6\pi \epsilon _{0}c^{3}}}\left({\frac {du^{\mu }}{d\tau }}\right)^{2}}.
여기서 {\displaystyle u^{\mu }}는 입자의 사차원 속도이고, {\displaystyle \tau }는 입자의 고유 시간이다.

## 같이 보기
- 휘어진 시공간에서 맥스웰 방정식
- 파동 방정식

## 참고 문헌
- Griffiths, David J. (1999). 《Introduction to Electrodynamics》 (영어). Addison-Wesley. ISBN 978-0138053260.
- Jackson, J. D. (1962, 1975, 1998). 《Classical Electrodynamics》 (영어). New York: John Wiley & Sons. ISBN 978-0-471-30932-1. OCLC 535998. 2013년 8월 21일에 원본 문서에서 보존된 문서. 2012년 8월 17일에 확인함.